# الحلاس بن عمر الراسبي
الحلاس بن عمر الراسبي (توفي في 61هـ/ 680 م) كان من المشاركين في معركة كربلاء ومن أنصار الحسين بن علي، وقُتل في المعركة. وذُكر بأنه كان في عهد علي رئيساً لشرطة الكوفة.

## نسبه
الحلاس بن عمر الراسبي الراسبي نسبة إلى راسب بن مالك بطن من شنوءه من الأزد من القحطانية وكان كوفيًا.

## مقتله
ذُكر بأنه سار هو وأخاه النعمان مع عمر بن سعد ثم تحوّلا إلى معسكر الحسين، وقُتل في الحملة الأولى.